# Van Halen (음반)
《Van Halen》은 미국의 록 밴드 반 헤일런의 데뷔 스튜디오 음반으로, 1978년 2월 10일, 워너 브라더스 레코드를 통해 발매되었다. 록 음악 역사상 가장 위대한 데뷔 음반 중 하나로 널리 평가받는 이 음반은 상업적으로도 큰 성공을 거두었으며, 빌보드 200 차트에서 최고 19위에 올랐다. 이 음반은 미국에서 1,000만 장 이상의 판매고를 기록하여 미국 음반 산업 협회(RIAA)로부터 다이아몬드 인증을 받았으며, 미국 내에서 가장 많이 팔린 음반 중 하나로 손꼽힌다.
《Van Halen》에는 밴드의 가장 잘 알려진 곡들이 다수 수록되어 있으며, 〈Runnin' with the Devil〉, 〈Ain't Talkin' 'bout Love〉, 〈Jamie's Cryin'〉, 킹크스의 1964년 곡을 커버한 〈You Really Got Me〉, 그리고 기악곡 〈Eruption〉 등이 포함되어 있다. 〈Eruption〉은 기타리스트 에디 반 헤일런이 작곡하고 연주한 곡으로, 역사상 가장 위대한 기타 솔로 중 하나로 널리 평가받으며 양손 태핑 주법의 대중화에 큰 영향을 끼쳤다. 2020년, 이 음반은 《롤링 스톤》이 선정한 "역사상 가장 위대한 음반 500장" 목록에서 292위에 올랐다.

## 배경
반 헤일런은 1976년 11월, 로스앤젤레스의 빌리지 레코더스와 뉴욕의 일렉트릭 레이디 스튜디오에서 10곡의 데모를 녹음했다. 이 세션은 키스의 진 시몬스가 프로듀싱하고 자금을 지원했다. 그러나 이 결과물인 3트랙 데모 테이프는 음반사들의 큰 관심을 끌지 못했고, 키스의 매니저 빌 오코인 또한 밴드를 매니지먼트하는 것을 거절했다. 기타리스트 에디 반 헤일런은 자신들의 장비로 녹음하지 못했기 때문에 이 녹음물의 퀄리티에 확신을 갖지 못했다. 시몬스는 데모 녹음 이후 키스와의 투어를 위해 떠났지만, 이후 반 헤일런의 음반 계약을 성사시키기 위해 노력하겠다고 말했다.
데모 녹음 이후, 밴드는 여러 공연 제안을 받았다. 밴드의 고향인 패서디나에서 열린 매진된 공연에서 그룹의 미래 매니저가 될 마샬 벌이 밴드를 발견했다. 그는 음악 사업가 킴 파울리와 함께 반 헤일런을 펑크 록 밴드 비너스 앤 더 레이저블레이즈와 매치시켜 위스키 어 고고에서 공연을 열었다. 위스키 어 고고에서 벌에게 좋은 평가를 받은 이후, 밴드는 워너 브라더스의 모 오스틴과 테드 템플먼의 관심을 끌게 되었고, 이들은 1977년 2월 3일 스타우드에서 열린 밴드의 공연을 직접 관람했다. 이후 반 헤일런은 워너 브라더스와 음반 계약을 체결했다.
프로듀서 테드 템플먼과 함께한 이 데뷔 음반의 녹음은 1977년 8월 29일에 시작되었다. 트랙들은 1977년 8월 31일부터 9월 8일까지의 세션 동안 빠르게 녹음되었다. 대부분 라이브로 녹음되었지만, 〈Runnin' with the Devil〉, 〈Jamie's Cryin'〉, 〈Feel Your Love Tonight〉, 〈Ice Cream Man〉은 기타 오버더빙이 추가되었다. 에디 반 헤일런은 또한 〈Ain't Talkin' 'bout Love〉의 솔로 파트를 일렉트릭 시타르로 오버더빙했다. 음반 작업은 10월 4일, 〈Little Dreamer〉와 〈Eruption〉 (스튜디오 문서상에서는 단순히 "Guitar Solo"로 표기됨)의 최종 믹싱을 끝으로 종료되었다. 전체 제작비는 약 54,000달러가 들었다.
베이시스트 마이클 앤서니는 "저희가 많은 곡을 가진 것은 아니었습니다. 그래서 기본적으로 라이브 공연과 저희가 알고 있던 모든 곡을 가져와서 녹음에 임했습니다. 음반 작업 전체는 몇 주밖에 걸리지 않았습니다."라고 회상했다. 프로듀서 테드 템플먼은 "강력하고 거대한 기타 음반을 만들고 싶어 했으며, 에디가 하는 연주만으로도 충분했다"라고 말했다. 《기타 월드》의 제나 스카라망가는 "반 헤일런은 더 클래시나 섹스 피스톨즈와 많은 공통점이 없었지만, 캘리포니아 출신 밴드의 '아토믹 펑크'는 런던 펑크와 같은 긴박감을 지니고 있었다"라고 평했다.
이후 투어는 1978년 3월 3일, 시카고의 아라곤 볼룸에서 시작되었으며, 밴드는 미국에서 저니와 로니 몬트로즈의 오프닝 밴드로 참여했다. 이후에는 유럽과 미국에서 헤비 메탈 밴드 블랙 사바스의 오프닝을 맡아 공연을 이어갔다.

## 발매 및 평가
| 평가 점수                     | 평가 점수 |
| 출처                          | 점수      |
| ----------------------------- | --------- |
| AllMusic                      | [ 28 ]    |
| Christgau's Record Guide      | C         |
| Classic Rock                  | [ 30 ]    |
| MusicHound Rock               | 5/5       |
| Q                             | [ 32 ]    |
| Rolling Stone                 | [ 33 ]    |
| The Rolling Stone Album Guide | [ 34 ]    |

미국에서 《Van Halen》은 빌보드 200 차트에서 19위에 올랐다. 데뷔 싱글인 킹크스의 곡을 커버한 〈You Really Got Me〉는 빌보드 핫 100 차트에 11주간 머물렀으며, 그중 3주는 톱 40에 진입했고 최고 순위는 36위였다.
1978년 2월에 발매 직후, 《Van Halen》은 팬들과 평론가들 사이에서 록 음악 역사상 최고의 데뷔 음반 중 하나로 평가받게 되었다. 그러나 초기 평론의 반응은 대체로 부정적이었다. 1978년 《롤링 스톤》의 평론가 찰스 M. 영은 "3년 후에는 반 헤일런이 비만해지고 자기만족에 빠져 혐오스러워질 것이다... 딥 퍼플과 레드 제플린을 따라 화장실로 직행할 것이다. 그동안에는 큰 관심을 받을 것 같다."고 예측했다. 그는 또한 다음과 같이 썼다. "반 헤일런의 비밀은 독창적인 것을 하지 않으면서도, 비만하고 자기만족에 빠져 혐오스러워진 다른 밴드들보다 더 잘할 수 있는 호르몬을 가지고 있다는 점이다. 에디 반 헤일런은 지미 페이지와 조 월시의 전통에 따른 리드/리듬 기타 연주의 기술을 완벽하게 익혔으며, 이 음반에 수록된 여러 리프는 최근 몇 년간 에어로스미스가 내놓은 어떤 곡보다도 뛰어나다. 보컬리스트 데이비드 리 로스는 대체로 잊히기 쉬운 가사에 에너지를 불어넣는 드문 하드 록의 성취를 이루었으며, 동시에 카스트라토처럼 들리지 않는 데 성공했다. 드러머 알렉스 반 헤일런과 베이시스트 마이클 앤서니는 능숙하고 적절히 눈에 띄지 않게 연주한다."

## 커버 아트
반 헤일런의 커버 사진들은 1970년대 중반에 반 헤일런이 자주 공연했던 로스앤젤레스 클럽인 위스키 어 고고에서 찍은 것이다. 음반 커버에 찍힌 기타는 에디 반 헤일런의 유명한 프랑켄스트랫 기타 (빨간색 페인트를 추가하기 전)로 현재 스미스소니언 협회에 소장되어 있는 펜더 스트라토캐스터 복제품이다.
음반의 라이너 노트에는 라디오 디스크자키 로드니 빈겐하이머와 키스의 베이시스트 진 시몬스에게 감사 인사가 담겨 있다. 시몬스는 일반적으로 반 헤일런을 발굴한 인물로 알려져 있지만, 빈겐하이머가 시몬스에게 반 헤일런을 소개했다는 점에서 그 역시 중요한 공을 세운 것으로 평가된다. 시몬스는 이에 대해 "많은 분들이 저를 감사 명단에 올리시지만, 사실 제가 그럴 자격이 없는 경우도 많습니다. 하지만 제가 자격이 있다고 생각했던 음반이 바로 반 헤일런의 첫 번째 음반입니다. 그 친구들은 아직도 저에게 몇 천 달러는 빚지고 있어요. 그래도 저는 그들을 정말 사랑합니다."라고 말했다.

## 상업적 성과
1996년 8월 7일, 《Van Halen》은 미국 내에서만 1,000만 장 이상의 판매고를 기록하며 미국 음반 산업 협회(RIAA)로부터 다시 다이아몬드 인증을 받았다. 반 헤일런은 두 장의 음반으로 RIAA 다이아몬드 인증을 받은 일곱 개 록 밴드 중 하나이며, 《Van Halen》은 《1984》와 함께 밴드의 가장 많이 팔린 음반 중 하나로 남아 있다.
《Van Halen》은 1978년 5월 24일, 골드 인증을 받았으며, 같은 해 10월 10일에는 플래티넘 인증을 획득했다. 발매 후 1년도 채 지나지 않아 미국 내에서 100만 장 이상이 판매되며 큰 성공을 거둔 셈이다. 이후 1984년 10월 22일, 5배 멀티 플래티넘, 1989년 2월 1일, 6배 멀티 플래티넘, 1993년 9월 29일, 7배 멀티 플래티넘 인증을 차례로 받았다. 이듬해인 1994년 7월 11일에는 8배 멀티 플래티넘에 도달했으며, 마침내 1996년 8월 7일, RIAA로부터 다이아몬드 인증을 받았다.
《Van Halen》 음반은 워너 브라더스 레코드가 2004년에 재인증한 《Van Halen II》를 제외한 데이비드 리 로스 시절의 다른 반 헤일런 음반들과 마찬가지로, 워너 브라더스의 베스트 히트 컬렉션 홍보에 맞춰 1996년에 마지막으로 RIAA 재인증을 받았다. 반면 《1984》는 1999년 2월 8일에 재인증되었다. 밴드가 2002년에 워너 브라더스와 결별하고 이후 인터스코프와 계약을 체결하면서, 워너 브라더스는 반 헤일런의 백 카탈로그 음반을 재인증하여 홍보하기 위한 상당한 비용을 지불할 동기를 상실했다. 재인증이 이루어지지 않았음에도 불구하고, 1978년 데뷔 음반 《Van Halen》은 2020년까지 여러 차례 빌보드 200 및 톱 팝 카탈로그 음반 차트에 재진입하며 꾸준히 판매되고 있다.

## 곡 목록
모든 곡들은 특별한 언급이 없는 한 에디 반 헤일런, 알렉스 반 헤일런, 데이비드 리 로스 그리고 마이클 앤서니에 의해 작사/작곡하였다.
| #  | 제목                         | 작사·작곡     | 재생 시간 |
| -- | ---------------------------- | ------------- | --------- |
| 1. | 〈Runnin' with the Devil〉   |               | 3:36      |
| 2. | 〈Eruption〉 (기악)          |               | 1:42      |
| 3. | 〈You Really Got Me〉        | 레이 데이비스 | 2:38      |
| 4. | 〈Ain't Talkin' 'bout Love〉 |               | 3:50      |
| 5. | 〈I'm the One〉              |               | 3:47      |

| #   | 제목                       | 작사·작곡 | 재생 시간 |
| --- | -------------------------- | --------- | --------- |
| 6.  | 〈Jamie's Cryin'〉         |           | 3:31      |
| 7.  | 〈Atomic Punk〉            |           | 3:02      |
| 8.  | 〈Feel Your Love Tonight〉 |           | 3:43      |
| 9.  | 〈Little Dreamer〉         |           | 3:23      |
| 10. | 〈Ice Cream Man〉          | 존 브림   | 3:20      |
| 11. | 〈On Fire〉                |           | 3:01      |

## 인증
| 국가                                                  | 인증        | 판매량/출하량 |
| ----------------------------------------------------- | ----------- | ------------- |
| 캐나다 (뮤직 캐나다)                                  | 4× 플래티넘 | 400,000^      |
| 핀란드 (Musiikkituottajat)                            | 골드        | 25,305        |
| 프랑스 (SNEP)                                         | 골드        | 100,000*      |
| 독일 (BVMI)                                           | 골드        | 250,000^      |
| 네덜란드 (NVPI)                                       | 플래티넘    | 100,000^      |
| 영국 (BPI)                                            | 골드        | 100,000^      |
| 미국 (RIAA)                                           | 다이아몬드  | 10,000,000^   |
| *판매량을 기반으로 한 인증 ^출하량을 기반으로 한 인증 |             |               |